# Many Happy Returns (Sherlock)
A Many Happy Returns a Sherlock című televíziós sorozathoz kapcsolódó rövidfilm, a harmadik évad felvezetése. A  BBC iPlayer és Red Button szolgáltatásában volt látható, illetve a YouTube-on, 2013 karácsonyán. Ezt a kisfilmet magyarul nem mutatták be.

## Cselekmény
„Bűncselekmények látszólag össze nem függő sorozata zajlik Tibettől Indián át Németországig. Sherlock Holmes már két éve halott. De van, aki kételkedik abban, hogy ez csakugyan így van…”
Philip Anderson, aki a rendőrségnél dolgozott, Sherlock halálának a körülményeinek lett a megszállottja. Megpróbálja meggyőzni Lestrade-et arról, hogy még mindig életben van, és ennek bizonyítására Tibetben, Németországban, és Indiában történt dolgokat mutat neki. Lestrade viszont nem hagyja magát meggyőzni, és azt javasolja Andersonnak is, hogy hagyjon fel a kutakodással. Lestrade meglátogatja Johnt, aki azóta kiköltözött a Baker Streetről, és elviszi neki Sherlock néhány holmiját. Ezek között van egy videófelvétel is, amelyen boldog születésnapot kíván Johnnak, és közli, hogy hamarosan találkozni fognak.